# ییلماز گونی
یلماز گونَی (به کُردی: یه‌ڵماز گونه‌ی Yilmaz Guney؛ ‏ به تُرکی استامبولی: Yılmaz Güney؛ ‏۱ آوریل ۱۹۳۷ – ۹ سپتامبر ۱۹۸۴) کارگردان فیلم، فیلم‌نامه‌نویس، بازیگر و نویسنده کُرد اهل ترکیه بود.

## زندگی
او در سال ۱۹۳۷ در یکی از روستاهای اطراف شهر قره‌تاش در ترکیه در یک خانوادۀ فقیر کُرد به دنیا آمد. مادرش یک کرد کرمانج از ایل جیبران منطقۀ موچ و پدرش یک کرد زازا اهل سیورک بود. او خود چنین تعریف کرده که تا ۱۵ سالگی در خانه به زبان کردی صحبت می‌کرده‌است.
وی در کودکی مجبور به کار در مزارع شد. وی در دانشکده حقوق دانشگاه آنکارا مشغول به تحصیل بود که با آشنایی با نمایشنامه‌نویس مشهوری مسیر زندگیش تغییر می‌یابد. او چهره‌ای شناخته شده در میان هنرمندان چپ جهان است و با فیلم‌هایش سعی بر نشان دادن تفاوت‌های فاحش بین شرق و غرب ترکیه به‌طور کلی و کردستان ترکیه با دیگر نقاط ترکیه به‌طور اخص بود. بعد از کودتای راستی ارتش وی به زندان افتاد و با استفاده از مرخصی فرار کرده و به فرانسه پناهنده شد. در پی این امر تابعیت ترک وی از او سلب شد. در سال ۱۹۸۴ در سن ۴۷ سالگی بر اثر سرطان در پاریس درگذشت. پیکرش را در گورستان پرلاشز پاریس به خاک سپردند. یک روزنامه در ترکیه درگذشت وی را چنین اعلام کرد: «فیلم تمام شد»!
نام او در شناسنامه یلماز پوتون Yilmaz Pütün بود، اما وی خود را یلْماز گونَی نامید که در زبان تُرکی به معنای جنوب است که هم محلات فقیر جنوب شهر را به ذهن متبادر می‌کند و هم به معنای تعلق او به کردستان است که در جنوب شرق ترکیه قرار داشت.
یلماز در آخرین مصاحبه خود که با «کریس کوچرا انجام داده‌است در مورد فیلم «رمه» (Sürü) می‌گوید: 
«این فیلم در حقیقت سرگذشت خلق کُرد است اما حتی اجازه نداشتم در ساخت فیلم از زبان کُردی استفاده کنم و اگر چنین می‌کردیم همه کسانی که در ساخت فیلم مشارکت داشتند بازداشت و روانه زندان می‌شدند …»

## آثار یلماز گونی
یلماز آثار متعدد و ارزشمندی از خود برجای گذاشت که از این میان می‌توان به موارد زیر اشاره نمود:
- ۱۹۸۳ دیوار (Duvar)
- ۱۹۸۲ راه (Yol)
- ۱۹۷۹ دشمن (Düşman)
- ۱۹۷۸ رمه (Sürü)
- ۱۹۷۴ رفیق (Arkadaş)
- ۱۹۷۴ بیچاره‌ها (Zavallılar)
- ۱۹۷۳ بابا (Baba)
- ۱۹۷۱ مرثیه (Ağıt)
- ۱۹۷۱ ناامیدها (Umutsuzlar)
- ۱۹۷۱ درد (Acı)
- ۱۹۷۱ اختلاس کنندگان (Vurguncular)
- ۱۹۷۱ عبرت (İbret)
- ۱۹۷۱ فراری‌ها (Kaçaklar)
- ۱۹۷۱ فردا آخرین روز است (Yarın Son Gündür)
- ۱۹۷۰ هدف زنده (Canlı Hedef)
- ۱۹۷۰ امید (Umut)
- ۱۹۷۰ عثمان، سرباز پیاده (Piyade Osman)
- ۱۹۷۰ هفت شرور (Yedi Belalılar)
- ۱۹۶۹ گرگ‌های گرسنه (Aç Kurtlar)
- ۱۹۶۹ یک مرد زشت (Bir Çirkin Adam)
- ۱۹۶۸ پیره نوری (Pire Nuri)
- ۱۹۶۸ سیدخان: عروس خاک (Seyyit Han: Toprağın Gelini)
- ۱۹۶۷ گلوله به من اثر نمی‌کند (Bana Kurşun İşlemez)
- ۱۹۶۷ اسم من کریم (Benim Adım Kerim)
- ۱۹۶۶ اسب، زن، اسلحه (At Avrat Silah)